# 埃克托尔·特鲁希略
埃克托尔·比恩贝尼托·特鲁希略·莫利纳（西班牙語：Héctor Bienvenido Trujillo Molina，1908年4月6日—2002年10月19日），绰号“黑鬼”（El Negro），曾任多米尼加共和国总统。他是拉斐尔·特鲁希略的弟弟，被认为是拉斐尔·特鲁希略的傀儡。

## 生平
1908年，特鲁希略出生于多米尼加的圣克里斯托瓦尔，父亲何塞·特鲁希略·瓦尔迪斯来自西班牙，曾当过军队里的一名中尉，而母亲阿塔格利亚·茱莉亚·莫利娜是海地白人。埃克托尔在其兄拉斐尔·特鲁希略任期内被擢升为陆军总长。之后在多米尼加政界层层擢升。1944年，他成为多米尼加元帅。
1952年，其兄拉斐尔·特鲁希略·决定让他成为总统。在他统治时间内，权力实际上操控于其兄拉斐尔·特鲁希略之手。当1960年8月3日特鲁希略被美国强迫改组政府时，他被迫辞职，让巴拉格尔接任总统。他在拉斐尔·特鲁希略死后支持其侄拉姆菲斯·特鲁希略，在拉姆菲斯·特鲁希略失势后，埃克托尔·特鲁希略流亡到了美国。
2002年10月19日，他在美国迈阿密去世。